# Emil Svoboda (právník)
Emil Svoboda (2. října 1878 Praha – 19. srpna, také uváděno 20. srpna, 1948 Český Brod) byl český právník a filosof, profesor občanského práva a dějin právní filosofie na Univerzitě Karlově.

## Život a působení
Absolvoval klasické gymnázium v Truhlářské ulici v Praze, poté studoval na právnické fakultě Univerzity Karlovy, kde v roce 1905 získal titul doktora práv. Krátce působil u zemského soudu v přípravné soudcovské službě, ale pak se na deset let stal koncipientem na magistrátu, kde se zabýval asanací tehdejšího pražského ghetta. Na základě takto získaného materiálu vydal svou první vědeckou práci a bylo mu uděleno právo přednášet knihovní právo na české technice, kde se také roku 1913 stal mimořádným profesorem právních věd. Mezitím se na základě práce o projevech vůle v právu v roce 1912 habilitoval na české právnické fakultě pro obor rakouského práva soukromého.
V první světové válce sloužil na haličské frontě, ze zdravotních důvodů byl ale už roku 1915 vojenské služby zproštěn. Mj. podepsal Manifest českých spisovatelů. Po vzniku Československé republiky se jako člen národně demokratické strany dostal do revolučního pražského obecního zastupitelstva, ale brzy na politickou kariéru rezignoval a věnoval se převážně akademické činnosti. Veřejně nicméně stále působil, např. v rámci Sokola nebo jako místopředseda Volné myšlenky a v rozhlasu se vyjadřoval k různým aktuálním událostem. Už roku 1919 se stal řádným profesorem na pražské technice (1920–1921 zde byl navíc děkanem) a také byl roku 1921 jmenován řádným profesorem občanského práva na nově zřízené Univerzitě Komenského v Bratislavě, to však odmítl a až od roku 1924 začal působit jako řádný profesor právnické fakulty v Praze. Zůstal zde až do roku 1939, kdy byly české vysoké školy uzavřeny, přednášel o občanském právu a také o dějinách právní filosofie a v letech 1929–1930 působil též jako děkan fakulty.
Profesor Svoboda byl členem České akademie pro vědy, slovesnost a umění, Slovanského ústavu a zasedal také ve Státním soudu. Podílel se i na přípravě zákonů, zejména tzv. manželského zákona (č. 320/1919 Sb.) a nakonec nepřijatého nového československého občanského zákoníku, který měl nahradit obecný zákoník občanský a kde měl na starosti oblast dědického a rodinného práva. Kromě řady monografií a studií esejistického charakteru publikoval v odborných časopisech jako byl Právník, České právo nebo Sborník věd státních a právních, přispíval také do Masarykova slovníku naučného. Jeho filosofická pojednání byla oceněna čestným doktorátem, který mu v roce 1948 udělila filosofická fakulta Univerzity Karlovy.

### Rodinný život
S manželkou Viktorií, rozenou Koulovou (1861–1943), měl dceru Zdenu provdanou Giannini (1906–2000) a syna Emila (1909–1969), rovněž právníka.

## Dílo
Emil Svoboda je představitelem nenáboženské etiky a laického, intuitivního náboženství, byl věřící, ale jako Boha vnímal neosobní a rozumově nepoznatelnou „prapodstatu“. Na jeho práci měly vliv např. myšlenky Masaryka, Schopenhauera, Kanta, Tolstoje nebo Dostojevského. V meziválečném období vycházel ze stanovisek monistického idealismu a byl blízko českému pozitivismu a humanismu, později se přikláněl k determinismu a lidskou svobodu chápal jen jako subjektivní pocit. Po druhé světové válce přešel na stanoviska marxismu, se kterými se snažil propojit československé humanisticko-demokratické tradice.
monografie
- O reálném dělení domů v obvodu bývalého Pražského ghetta (1909)
- O právní povaze pražských podjezdů a podloubí (1910)
- Vůle vnitřní a vůle projevená právním činem (1911)
- Problém vůle v rakouském právu dědickém (1912)
- Základní myšlenky demokracie (1919)
- Věcná práva užívací (1920)
- Myšlenky o právu, ethice a náboženství (1920, 1925)
- Rodinné právo (1921)
- Dědické právo (1921, 1926, 1946)
- Utopie (1922, 1929)
- Ethické a sociální základy občanského práva (1922)
- Stezka (1924)
- Člověk a společnost (1924)
- Žena – člověk (1925)
- Obrana a útoky (1926)
- Světla v dálce (1927)
- Demokracie jako názor na život a svět (1927)
- Život a myšlenka, o ideách toho, co jest a co se děje (1928)
- Právo občanské. Část zvláštní, právo knihovní (1931, 1947)
- Věci všední a nevšední (1931)
- Na vysoké hoře (1934)
- Dvojí láska (1935)
- Rodinné právo československé (1935, 1946)
- Ideové základy občanského práva (1936)
- Osud člověka (1937)
- Na zemi (1938)
- Záhady života (1941)
- Lidé a skutky (1945, 1947)
- Hledání (1946)
- Duch socialismu (1947, 1948, 1950)
- Věčná otázka svobody (1948)